# Rodolfo Abularach
Rodolfo Abularach (Ciudad de Guatemala, 7 de enero de 1933-30 de agosto de 2020) fue un artista plástico y dibujante guatemalteco.

## Biografía
Nacido en la Ciudad de Guatemala el 7 de enero de 1933. El medio ambiente de su país dejó de manera natural una huella indeleble en su desarrollo artístico.  
Desde muy joven sintió el misterio en la presencia de las civilizaciones antiguas que poblaron Guatemala, en forma especial, la civilización maya. Por otra parte, las comunidades indígenas contemporáneas con su artesanía popular, el especial colorido de sus textiles, el impacto visual de sus pueblos, sus costumbres y su arte en general influyeron también en su formación artística. 
Otra influencia importante fue el arte colonial (arquitectura, escultura y pintura religiosa). La mezcla del cristianismo y la religión indígena ofrecen otra extraña expresión del sentir popular.
El paisaje con sus imponentes volcanes, sus bosques, lagos, etc., y la luz cristalina de este país, fue otra fuente de inspiración en varias etapas de su producción artística. Este fue el medio ambiente donde creció y donde empezó sus intentos creativos. 
La Fiesta Brava fue también motivo de inspiración en su temprana edad. Las primeras obras que pintó fueron motivos taurinos. Su primera exposición se llevó a cabo en 1947 en la Ciudad de Guatemala. En 1950, entra en la Facultad de Ingeniería donde estudia por menos de un año, para luego dedicarse totalmente a la pintura. 
En 1953 viaja a California y al poco tiempo se traslada a la Ciudad de México, donde reside una buena temporada, recibiendo influencias de ese país. 
A su regreso a Guatemala, se interesa en el paisaje y los indígenas. Empieza a buscar nuevas posibilidades, entra a la Facultad de Arquitectura, esta vez por menos tiempo. Más tarde, trabaja como dibujante para el Departamento de Folklore de la Dirección General de Bellas Artes, copiando máscaras e instrumentos musicales en el Museo nacional de Arqueología. Esta experiencia, sumada al contacto con el arte moderno, fueron especialmente importantes en este período. 
En 1956 fue nombrado Profesor de Dibujo y en 1957 Profesor de pintura en la Escuela Nacional de Artes Plásticas. Este período fue bastante activo y productivo. Presentó dos exposiciones individuales y participó en varios concursos Centro Americanos. 
En 1958 va a Estados Unidos con una beca. Estudia la técnica del grabado en el “Art Student’s League”. En el mismo año visitó museos y galerías en varias ciudades, para luego radicar en la ciudad de Washington D. C.
El contacto con la nueva pintura latinoamericana, así como el arte moderno de América y Europa fueron transformando su expresión, pero sin perder sus raíces. En 1959 presentó su primera exposición en la Unión de Estados Americanos y regresa a Guatemala después de una corta estadía en Nueva York y México. Su expresión artística de esos años tuvo un fuerte sello latinoamericano y en las imágenes se percibía la influencia del arte maya con un alto sentido simbólico y la fuerza telúrica de Guatemala. 
El proceso de cambio continuó durante los años de residencia en la ciudad de Nueva York, pero sin perder totalmente sus logros anteriores. Su expresión se va simplificando. Varias obras recuerdan las estelas mayas en composiciones verticales. Una sensación luminosa y mística empieza a surgir en estas obras debido, posiblemente, a su interés en lo esotérico y en las religiones orientales. Su aislamiento en la ciudad de Nueva York contribuyó a profundizar su propia expresión tratando de no caer en lo fácil y superficial y, cuidando de no dejarse atrapar por los “ismos” pasajeros del momento. 
En 1968, descubre el potencial simbólico y expresivo del ojo humano, dedicándose totalmente al desarrollo de esa imagen. Más tarde, se presentan varias oportunidades para exponer su obra en Sur América. Fue entonces cuando empieza a viajar y a conocer los países de Latinoamérica. El contacto con la gente, con los artistas que se encontraban tratando de afirmar su arte, fue para el Maestro Abularach una época de vital importancia que contribuyó a que se conociera más el arte latinoamericano, no sólo en países del continente americano, sino también en otras partes del mundo. 
Volvió con más frecuencia a Guatemala, quedándose temporadas largas. “Sentí nuevamente la fuerza de la tierra misteriosa y mágica. Las figuran y paisajes brotaron naturalmente en una serie de obras he venido realizando en los últimos años”. 
El Maestro Abularach fallece el 30 de agosto de 2020 en la Ciudad de Guatemala. 
Abularach fue uno de los pintores más famosos de Latinoamérica del siglo XX. 
Su obra se cuenta entre las colecciones de numerosos museos, tanto de América, como de Asia y Europa.

## Estudios
1950	Facultad de Ingeniería, Universidad de San Carlos, Ciudad de Guatemala.
1953	“Pasadena City College”, L.A., California
1954	Arquitectura, Universidad de San Carlos, Guatemala
1958	“Art Student’s League” Nueva York
1962-64	“Pratt Graphic Center”, Nueva York

## Becas
1958	Dirección General de Bellas Artes para estudiar en Nueva York
1959	Fundación “Simon Guggenheim”
1960	Fundación “Simon Guggenheim”, Los Ángeles, California
1962-64	Unión Panamericana, Washington D. C., para estudiar grabado en Nueva York
1966	“Tamarind Lithography Workshop”,

## Colecciones
- Museo de las Américas,[2] Washington D. C.
- Colección del Banco Chase Manhattan, Nueva York
- Librería Pública de Nueva York
- New York Interchem, Nueva York
- Sala Luis Angel Arango, Bogotá, Colombia
- Instituto de Cultura Hispánica/Agencia Española de Cooperación Internacional para el Desarrollo, Madrid, España
- Universidad de Massachusetts, Massachusetts
- High Museum of Art, Atlanta, Georgia
- Museo de Arte Moderno, Bogotá, Colombia
- Museo de la Universidad de Puerto Rico, Puerto Rico
- Museo de Arte, Caracas, Venezuela
- Sala Mendoza, Fundación Mendoza, Caracas, Venezuela
- Cartón y Papel de México, México, D.F.
- Bank Interamericano, Washington D. C.
- Museo de Arte de San Francisco, San Francisco, California
- Colección Leticia Guerrero, Banco de Quito, Quito, Ecuador
- Museo de Arte Moderno, Ciudad de Guatemala
- Dirección de Artes, El Salvador
- Museo de la “Pinacoteca Nacional”, La Paz, Bolivia
- Museo de Arte, Arte Contemporánea, Sao Paulo, Brasil
- Museo de Arte “La Tertulia”, Cali, Colombia
- Museo Fleming, Vermont
- Centro de Arte Milwaukee, Milwaukee, Wisconsin
- Museo de Arte e Historia, Ginebra, Suiza
- Universidad Central de Venezuela, Venezuela
- Museo Metropolitano, Nueva York
- Centro Alternativo de Artes Internacionales, Nueva York
- Museo County, Los Ángeles, California
- Museo Nacional de Varsovia, Varsovia, Poland
- Consejo Mundial de Grabado, San Francisco, California
- Museo de Arte, Bagdad, Irak
- Universidad de Austin, Austin, Texas
- Museo Panarte, Panamá
- Museo Real de Arte, Copenagen, Dinamarca
- Museo Del Barrio, Nueva York
- Banco de Guatemala, Guatemala
- Museo de Artes Gráficas Internacionales y Contemporáneas, Fredrikstad, Noruega

## Premios
- 1956	Segundo Premio en Pintura: “Certamen Centroamericano”, Ciudad de Guatemala
- 1957	Primer Premio en Pintura: “Certamen Centroamericano” Ciudad de Guatemala
- 1959	Premio en Dibujo, V Bienal, Sao Paulo, Brasil; Primer Premio en Pintura, “Certamen Nacional de Cultura”, El Salvador, C.A.; Premio Mención Honorable, “Certamen Centroamericano”, Ciudad de Guatemala
- 1961	Premio en Dibujo, Universidad de Nueva York, Nueva York
- 1962	Mención Honorable, Exhibición de Arte Centroamericana, Ciudad de Guatemala
- 1963	Primer Premio en Dibujo, “Arte Actual de América y España”, Madrid, España
- 1965	Primer Premio en Pintura, “Salón Esso de Jóvenes Artistas”, El Salvador, C.A.
- 1967	Primer Premio en Dibujo, Universidad Central, Caracas, Venezuela
- 1969	Premio en Artes Gráficas, Postdam College, Nueva York; Premio en Artes Gráficas, Zegri Gallery, Nueva York; Primer Premio en Dibujo, IX Festival de Arte, Cali, Colombia; Premio en Artes Gráficas, Dulin Gallery, Tennessee.
- 1970	Premio en Artes Gráficas, Dulin Gallery, Knoxville, Tennessee; Premio en Artes Gráficas, Silvermine Guild of Artists, Connecticut; Premio “Relaciones Exteriores”, Bienal de Artes Gráficas Americanas, Santiago, Chile; Primer Premio en Dibujo, Exposición Nacional de Dibujo, Museo de Arte de San Francisco, San Francisco, California; Primer Premio en Dibujo, Exposición Panamericana de Artes Gráficas, Cali, Colombia.
- 1971	Premio en Artes Gráficas, Universidad de Atlanta, Georgia; Premio en Artes Gráficas, IV Exposición Internacional de Gráficas en Miniaturas, Nueva York, NY
- 1972	Premio en Artes Gráficas, II Bienal Latinoamericana de Artes Gráficas, San Juan, Puerto Rico
- 1974	Mención Honorable, III Bienal Latinoamericana de Artes Gráficas, San Juan, Puerto Rico
- 1975	Premio en Artes Gráficas, Siskiyous College, California
- 1977	Premio en Artes Gráficas, I Bienal de Arte Americano, Venezuela
- 1980	Premio Edición Especial y Galardón al Mérito, III Bienal Internacional, World Print Council, San Francisco, California
- 1986	Mención Honorable, VII Bienal de Artes Gráficas de Latinoamérica y el Caribe, San Juan, Puerto Rico
- 1987	Medalla de Plata, Bienal Latinoamericana, Buenos Aires, Argentina
- 1988	Primer Premio en Artes Gráficas, 55ª. Exposición Internacional de Arte en Miniatura, The Miniature Society of Georgia; Tercer Primero en Pintura, 16.ª Exposición Internacional de Arte en Miniatura, The Miniature Society of Florida.
- 1991	“Best of Show, Exposición Nacional de Miniaturas, Laramie Art Guild Inc., Wyoming
- 2003	Homenaje de Estudiantes de Escuela Nacional de Artes Pláticas de Guatemala; Reconocimiento de la Municipalidad de Guatemala; Homenaje “Artista del Año”, Guatemala
- 2005	Reconocimiento: Festival de Arquitectura y Diseño, Universidad del Istmo, Guatemala
- 2019 Premio Nacional de Pintura Carlos Mérida[3]

## Exposiciones Individuales (selección entre más de 100)
1947	Galería Nacional de Turismo, Guatemala City
1954	Galería Arcadi, Guatemala City
1955	Estudios en Pluma y Tinta, Escuela de Artes Plásticas, Museo Arqueológico de Guatemala, Ciudad de Guatemala
1961	David Herbert Gallery, Nueva York, NY
1966	Sala L.A. Arango, Banco de la República, Bogotá, Colombia
1967	Galería Schaefer-Diaz, Ciudad de Guatemala
1969	Bucholz Gallery, Múnich, Alemania
1970	Galería Colibri, San Juan, Puerto Rico; Galería Vertebra, Ciudad de Guatemala; Graham Gallery, Nueva York, NY; Universidad San Carlos de Guatemala, Ciudad de Guatemala; Pyramid Gallery, Washington D. C.
1971	Galería San Diego, Bogotá, Colombia; Westbeth Gallery, Nueva York, NY
1972	Westbeth Gallery, Nueva York, NY
1973	Museo de la Universidad de Puerto Rico, Puerto Rico; “Sala Estudio Actual” Caracas, Venezuela; Galería Fundación, Caracas, Venezuela
1974	Museo de Arte Moderno, Bogotá, Colombia; Galería Macondo y Escuela Nacional de Artes Plásticas, Centro Cultural, Ciudad de Guatemala; Galería Pacanis, México D.F.; Galería Forma, San Salvador, El Salvador.
1975	Galería Siglo Veintiuno (ponía “Twentieth Century”), Quito, Ecuador; Galería Briseno, Lima, Perú; Centro de Arte Actual (Center of Current Art), Pereira, Colombia
1976	Balería Echandi, Ministerio de Cultura, San José, Costa Rica; Galería Forma, San Salvador, El Salvador; Galería Tague, Managua, Nicaragua; Galería Quintero, Barranquilla, Colombia; Galería Estructura, Panamá City; Alternative Center of the Arts, Nueva York, NY
1977	Arte Actual de Iberoamerica (Current Art of Iberoamerica), Madrid, España; Galería Artes, Quito Ecuador
1978	Galería San Diego, Bogotá, Colombia; Galería El Túnel, Ciudad de Guatemala; Universidad de Medellín, Medellín, Colombia; Galería Quintero, Barranquilla, Colombia
1979	La Galería, Quito, Ecuador; Galería El Túnel, Ciudad de Guatemala; Galería Panarte, Ciudad de Panamá
1980	Galería Partes, Medellín, Colombia
1981	Museo Rayo, Roldanillo, Colombia; Moss Gallery, San Francisco, California; Miami Dade Public Library System, Miami, Florida; Galería EMUSA, La Paz, Bolivia; Galería Arte 80, Ciudad de Panamá
1982	Centro de Arte Actual (Center of Current Art), Pereira, Colombia; Galería Borjeson, Malmo, Suecia; Workshop Gallery Museo de Arte Moderno La Tertulia, Cali, Colombia; Galería Atenea, Barranquilla, Colombia; Galería Siete, Caracas, Venezuela.
1983	Galería Diners, Bogotá, Colombia; Galería Etcétera, Ciudad de Panamá
1985	Galería 1-2-3, San Salvador, El Salvador; Museo Ixchel Ciudad de Guatemala
1986	Galería Casa de la Cultura, Santa Cruz, Bolivia; Museo Nacional de Arte, La Paz, Bolivia; Centro Cultural Portales, Cochabamba, Bolivia; Galería Época, Santiago de Chile
1988	Galería del Patronato de Bellas Artes y, Galería El Túnel, Ciudad de Guatemala
1989	Galería del Patronato de Bellas Artes y, Galería El Túnel, Ciudad de Guatemala
1991	Galería El Túnel y Galería de Plástica Contemporánea, Ciudad de Guatemala; Art Miami 91, Exposición Internacional, Miami, Florida
1992	Museo Rayo, Roldanillo, Colombia; Museo Brattlebord, Art Center, Vermont
1994	Museo de Arte Contemporáneo de Panamá
1996	Esculturas de Rodolfo Abularach, Galería “El Ático”, Ciudad de Guatemala
1997	Galería “Valanti”, San José, Costa Rica; Retrospectiva Museo de Arte Contemporáneo Paiz, Ciudad de Guatemala; Galería Anita Shapolsky, Nueva York, NY
1998	Aldo Castillo Gallery, Chicago, Illinois
1999	Volcanes y otros fuegos, CDS Gallery, Nueva York, NY
2000	Museo Ixchel (Arte Religioso), Ciudad de Guatemala
2005	Centro Cultural de España y Centros de Formación de la Cooperación Española, Ciudad de Guatemala
2006	Proyecto Cultural El Sitio, Antigua Guatemala, Guatemala
2007	Centro Cultural de España, Ciudad de Guatemala
2008	Retrospectiva, Museo Santo Domingo, Antigua Guatemala
2010	Galería El Túnel, Guatemala
2011	Museo Rayo, Colombia

## Exposiciones Colectivas
1958	Bienal Internacional de México, México; Milwaukee Art Center, Milwaukee, Wisconsin
1959	V Bienal de Sao Paulo, Brasil; Bienal de Paris, Paris, France; Instituto de Arte de Chicago, Chicago.
1960	Colección Permanente de Arte Latinoamericano Contemporáneo; OEA, Washington D. C.; 100 Dibujos de Colección del Museo de Arte Moderno, y Nuevos Talentos, EE. UU. Federación de Arte Americano, Nueva York.
1961	VI Bienal de Sao Paulo, Brasil; Pintura Contemporánea, Universidad de Yale, Connecticut; Dibujos del Siglo Veinte, Colección del Museo de Arte Moderno de Nueva York, NY
1962	Pintura Contemporánea, Galería David Herbert, y Pratt Graphic Talent, Lever House, Nueva York; Museo Fleming, Universidad de Vermont, Vermont.
1963 	Drawing U.S.A., Centro de Arte, St. Paul; Minnesota; Dibujos del Siglo Veinte; Colección del Museo de Arte Moderno de Nueva York, NY; Academy of Fine Arts, Pennsylvania; Arte Actual de América y España, Madrid, España.
1964	Pintores Latinoamericanos en los Estados Unidos, Instituto de Arte Moderno, Washington D. C.; Exposición de Arte Latinoamericano, Palacio del Congreso, Berlín, Alemania; Museo de Arte Moderno, Colección J. Paul Sachs, Nueva York, NY; Pintores y Escultores como Grabadores (Printmakers), Museo de Arte Moderno de Nueva York, NY.
1965	Bienal de Santiago, Santiago, Chile; Exposición de Dibujos y, Cuarenta Nuevos Dibujos, Museo de Arte Moderno de Nueva York
1966	Bienal de Artes Gráficas, Museo de Brooklyn, Brooklyn, Nueva York
1967	Galería La Tour, Ginebra, Suiza; II Internacional de Dibujo, Darmstadt, Alemania; Exposición de Dibujos y Arte Gráfico Latinoamericano, U.C.V. Caracas, Venezuela
1968	Bienal de Artes Gráficas, Bradford City Art Gallery, Inglaterra
1970	The Inflated Image, Museo de Arte Moderno, Nueva York, NY; Exposición Nacional de Dibujos, Museo de Arte, San Francisco, California; Bienal de Arte, Coltejer, Medellín, Colombia; Exposición Internacional de Dibujo, Rijeka, Yugoslavia.
1971	Doce Artistas Latinoamericanos, Museo Ringling, Florida.
1972	II Bienal de Artes Gráficas, Cracovia, Polonia; Centro de Relaciones Interamericanas, Nueva York; Exposición de Dibujo Joan Miro, Barcelona, España; Bienal Internacional de Artes Gráficas; Frenchen, Alemania
1973	Bienal de Artes Gráficas Panamericanas, Museo de Arte Moderno, La Tertulia, Cali, Colombia; Pintura Surrealista Latinoamericana, Galería Aele, Madrid, España.
1974	Bienal de Artes Gráficas, Cracovia, Polonia; Artes Gráficas Latinoamericanas, Museo de Arte Moderno, Centro de Relaciones Interamericanas, Nueva York; II Bienal de Artes Gráficas, Fredrikstad, Noruega; Bienal de Artes Gráficas, Florencia, Italia; Ibizagrafic ’74, Ibiza, España; Grabadores Modernos (Modern Printmakers), Bevier Gallery, Instituto de Tecnología Rochester, Nueva York.
1975	Panorama del Artista Latinoamericano Contemporáneo, Museo Trenton, Nueva Jersey, NY
1976	Cuatro Latinoamericanos, Bienal Menton, Francia; El Dibujo Grande (The Big Drawing), Galería Graham, Nueva York; Dibujo Nueva Figura (New Figure Drawing), Trabajos sobre papel (Works on Paper), Galería Frances Wolfoon, Dade Community College, Miami, Florida; “Grafic aus Amerika”, Volkshochule Leverkusen Ausstellunge inStudienjahr, Alemania
1977	Bienal Internacional de Grabado, Fredrikstad, Noruega; Raíces Ancestrales-Nuevas Visiones, Tucson, Arizona; Grandes Maestros Latinoamericanos de Hoy, Museo de Arte Moderno, México; Dibujos Latinoamericanos Recientes, Centro de Relaciones Interamericanas, Nueva York
1978	Arte Latinoamericano de Hoy, Museo de Arte, Caracas, Venezuela; I Bienal de Arte Iberoamericano, Centro Cultural Domecq, México, D.F.
1979	Bienal de Grabado, Museo de Arte Moderno, Tokio, Japón; Trienal de Grabado, Asociación de Artes Críticas, Buenos Aires, Argentina; Bienal de Grabado Latinoamericano, Roma, Italia
1980	Exposición Internacional de Artes Gráficas, Consejo Mundial de Grabado, San Francisco, California; III Bienal Mundial de Artes Gráficas, Centro Cultural Iraquí, Londres, Inglaterra
1981	Bienal Panamericana de Artes Gráficas, Museo de Arte Moderno, Cali, Colombia; Séptima Bienal Internacional de Grabado, Bradford, Inglaterra
1982	II Bienal de Artes Gráficas Latinoamericanas, Cayman Gallery, Nueva York; II Bienal de Artes Gráficas, Maracaibo, Venezuela; Museo Bogarin, El Tigre, Estado de Anzoategui, Venezuela
1983	Artistas Latinoamericanos en EE. UU. 1950-1970, Goldwin – Museo Terubach, Queens College, Queens, Nueva York; Mini Grabado Internacional, Cadaques, Gerona, España
1984	Exposición Internacional de Mesotinta, The Print Club, Philadelfia; Liao Show, Exposición de Grabado, Taiwán; Dibujo Nueva Figura (new Figure Drawing), Galería F. Wolfsonart, Miami Dade  Country College, Miami, Florida.
1985	Décima Competición Internacional de Grabado en Miniatura, Centro Pratt Graphic, Nueva York.
1986	I Bienal Iberoamericana de Arte enSerie (of Serial Art), Sevilla, España; II Bienal de Arte, La Habana, Cuba; Testimonio de Siglos, Arte Latinoamericano, Museo Nacional de Arte, Buenos Aires, Argentina; Bienal Latinoamericana de Artes Gráficas, Museo de Arte Hispánico Contemporáneo, Nueva York; Bienal Latinoamericana de Trabajos sobre Papel (of Works on Paper), Buenos Aires, Argentina.
1987	I Bienal Internacional de Pintura, Cuenca, Ecuador; Bienal Internacional de Miniaturas, Galería Del Bello, Toronto, Canadá.
1988	Dibujo Internacional, Cork Gallery, Avery Fisher Hall, Lincoln Center, Nueva York.
1989	Mira, Canedian Club Hispanic Art Tour, Traveling Show, Los Ángeles, Texas, Miami, Nueva York; El Espíritu Latinoamericano, Arte y Artistas en los Estados Unidos, 1920-1970, Museo del Bronx, Bronx, Nueva York
1989	Mira, Canadian Club Hispanic Art Tour, Museo del Barrio, Nueva York; 56ª Exposición Internacional de Arte en Miniatura, The Miniature Society of Washington D. C.
1990	Maestros de la Pintura Guatemalteca, Galería El Túnel, Ciudad de Guatemala; Exposición de Arte Latinoamericano, Galería Espacio, San Salvador, El Salvador; Exposición Internacional de Grabado Pequeño, Galería Camleyben, Fredrkstad, Noruega; Art Works for the Collection, 1950-1990, Museo del Barrio, Nueva York; The Awakenning, Exposición de Arte Latinoamericano de 1900 a 1990, The Discovery Museum, Bridgeport, Connecticut; Latinart 90, Arte Contemporáneo de Latinoamérica y el Caribe, La Galerie D’Art, Lavalin, Montreal, Canadá.
1991	La Pintura de Hoy en Latinoamérica, Museo de Arte, Nagoya, Japón; Cucalon Galley, Nueva York; Latin American Drawing Today, Museo de Arte de San Diego, California; Artista Contemporáneo del Sur del Mundo, Palazo Spano Burgio, Marsala, Italia; Museo de Arte Moderno, Ciudad de Guatemala; X Bienal Internacional de Arte, Valparaíso, Chile; Coutourier Gallery, Los Ángeles, California.
1992	Museo Brattlebord, Vermont; Galería Espacio, San Salvador, El Salvador; Patronato de Bellas Artes, Ciudad de Guatemala
1993	Galería Plástica Contemporánea, Ciudad de Guatemala; Cucalon Gallery, Nueva York; Art Consult, Ciudad de Guatemala; Anita Shapolsky Gallery, Nueva York